# Saint-Étienne-de-Valoux
Saint-Étienne-de-Valoux är en kommun i departementet Ardèche i regionen Auvergne-Rhône-Alpes i sydöstra Frankrike. Kommunen ligger  i kantonen Serrières som ligger i arrondissementet Tournon-sur-Rhône. År 2022 hade Saint-Étienne-de-Valoux 274 invånare.

## Befolkningsutveckling
Antalet invånare i kommunen Saint-Étienne-de-Valoux
Referens: INSEE